# (385343) 2002 LV
2002 أل في (ويعرف أيضًا باسم (385343) 2002 أل في وفق تسمية الكوكب الصغير) (بالإنجليزية: 2002 LV)‏ هو كويكب ضمن حزام الكويكبات؛ وترتيبه 385343 من حيث الاكتشاف.
اكتُشف هذا الجُرم الفلكي بواسطة بحث لنكولن عن الكويكبات القريبة من الأرض في 1 يونيو 2002.

## وصلات خارجية
- (385343) 2002 LV في قاعدة بيانات مختبر الدفع النفاث لأجرام النظام الشمسي الصغيرة

- الاكتشاف · مخطط المدار ·  العناصر المدارية · المعلمات المادية

- (385343) 2002 LV على موقع ويكي سكاي: DSS2, SDSS, GALEX, IRAS, Hydrogen α, X-Ray, Astrophoto, Sky Map, Articles and images